# M'è caduta una ragazza nel piatto
M'è caduta una ragazza nel piatto (There's a Girl in My Soup) è un film del 1970 diretto da Roy Boulting.
Film commedia britannico sceneggiato da Terence Frisby, autore della pièce omonima, con Peter Kortner.

## Trama
Robert Danvers è un famoso conduttore televisivo scapolo, abituato a cambiare spesso le fidanzate. Trova in Marion, una ragazza statunitense di 19 anni, la compagna "ideale": ha appena rotto con il suo ragazzo, Jimmy, ed è decisa a non farsi intrappolare da una storia romantica. Robert, attratto da lei, decide di invitarla a fare un viaggio in Francia, durante il quale Marion piano piano lo fa capitolare e si innamora.
Al loro ritorno a Londra la stampa pensa che la loro sia stata una fuga romantica per sposarsi ma Marion decide di tornare dal suo Jimmy.

## Produzione
Il film si basa sulla commedia teatrale There's a Girl in My Soup, scritta da Terence Frisby, prodotta da Michael Codron, diretta da Bob Chetwyn e con Donald Sinden, Barbara Ferris e Jon Pertwee. Andò in scena nel West End dal 1966 al 1973, inclusi tre anni al Globe Theatre (oggi The Gielgud), battendo ogni record come commedia rappresentata per più tempo a Londra. Questo record fu poi battuto da Niente sesso, siamo inglesi e poi da Taxi a due piazze.
I diritti per la trasposizione cinematografica furono acquistati nel 1967 dalla Columbia e da Nat Cohen. Alla fine Mike Frankovich divenne il produttore e la regia venne affidata ai fratelli Boulting.
Goldie Hawn firmò nel gennaio 1969. Il film introdusse Christopher Cazenove, che in seguito sarebbe apparso nella soap opera Dynasty, e Nicola Pagett, che interpretò Elizabeth Bellamy in Su e giù per le scale.
Goldie Hawn si dichiarò scontenta per essere stata costretta a girare una scena di nudo in questo film: «Era la mia prima scena di nudo in un film e non volevo farla. Mi stavo alzando dal letto e mi stavo mettendo un cappotto e il regista mi ha detto di farla nuda. Non c'era assolutamente alcun motivo al mondo per me di uscire da quel letto tutta nuda. Roy Boulting, il regista, mi disse che avrebbe sgomberato il set e giocò davvero sulle mie insicurezze, facendomi sentire che era mio dovere come attrice fidarmi di lui. Ho ceduto e, in retrospettiva, è stata la condotta di qualcuno che non voleva uscire dal set ed essere etichettata come una puttana».

## Riconoscimenti
- 1971: nomination ai BAFTA a Goldie Hawn come Miglior attrice
- 1971: nomination ai Golden Laurel a Goldie Hawn come Best Comedy Performance, Female
- 1971: Writers' Guild of Great Britain Award a Terence Frisby come Best British Comedy Screenplay